# Vorstendom Blankenburg

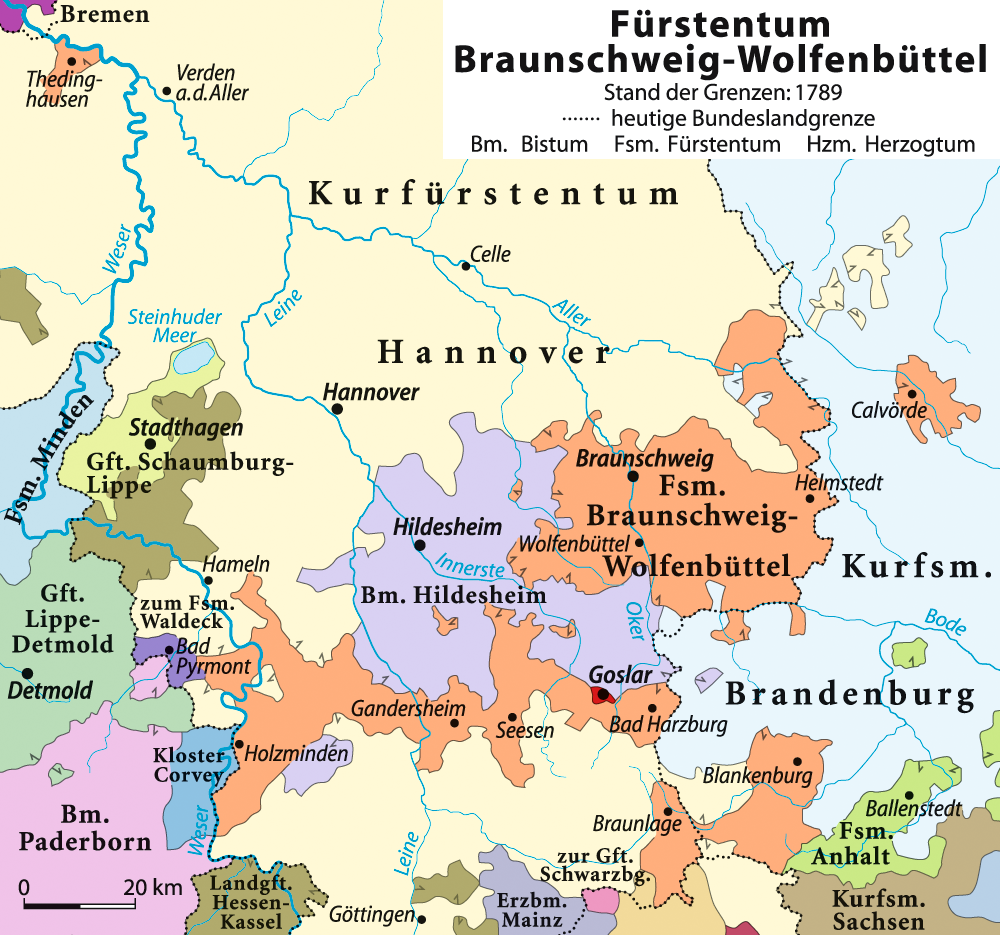
Vorstendom Blankenburg (rood rechtsonder)

Blankenburg was een tot de Neder-Saksische Kreits behorend vorstendom binnen het Heilige Roomse Rijk.

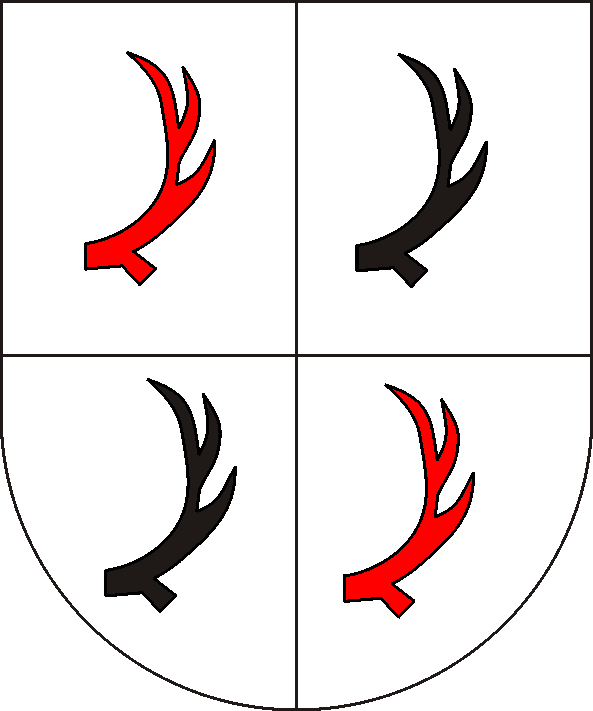
1,4: Regenstein; 2,3: Blankenburg

De burcht Blankenburg is sinds 1123 bekend. Op de burcht werd in 1128 de ministeriaal Poppo van Blankenburg vermeld als graaf in de oostelijke Harz-gouw. Na de val van hertog Hendrik de Leeuw van Saksen werden de graven vazal van het bisdom Halberstadt. Sinds 1167 bezat de graaf ook de burcht Regenstein.
In 1202 en 1344 werden de burchten Blankenburg en Regenstein vermeld als lenen van het hertogdom Brunswijk-Lüneburg. In de dertiende en veertiende eeuw was het graafschap verdeeld onder de takken Blankenburg, Regenstein en Heimburg, maar in het midden van de veertiende eeuw werd alles weer herenigd door de tak Heimburg.
Na het uitsterven van de graven in 1599 vielen de lenen van Halberstadt aan Julius van Brunswijk-Wolfenbüttel als bisschop van Halberstadt. De laatste bisschop beleende de graaf van Tettenbach in 1626 met Regenstein. In 1690 kwam Regenstein aan het keurvorstendom Brandenburg, de rechtsopvolger van het bisdom Halberstadt.
Blankenburg zelf bleef bij Brunswijk-Wolfenbüttel. Nadat dit huis in 1634 was uitgestorven, bleef het met dit land verbonden onder de nieuwe dynastie, die sinds 1546 in Dannenberg regeerde.
In 1690 ontstond er een linie Brunswijk-Blankenburg toen het graafschap aan Lodewijk Rudolf kwam, een jongere zoon van hertog Anton Ulrich.
In 1707 werd het graafschap tot vorstendom verheven. Toen Lodewijk Rudolf in 1731 zijn oudere broer, August Willem van Brunswijk-Wolfenbüttel, in Brunswijk-Wolfenbüttel opvolgde, werd Blankenburg weer met dat land herenigd. Het bleef echter tot 1806 een afzonderlijke rijksstand.
Samen met Brunswijk maakte Blankenburg van 1807 tot 1813 deel uit van het koninkrijk Westfalen en werd het door het Congres van Wenen in 1815 gerestaureerd.
In 1945 werd Blankenburg door de geallieerden losgemaakt van Brunswijk en bij de Sovjet-zone gevoegd, waardoor het nu niet bij Neder-Saksen hoort maar bij Saksen-Anhalt.